# Памятник Людвику Заменгофу
Па́мятник Лю́двику За́менгофу — первый и единственный на Украине памятник Людвику Заменгофу, создателю языка эсперанто. Находится в Одессе во дворике на Дерибасовской, 3. Установлен в 1959 году. Скульптор — Николай Блажков.

## История
В 1950-х годах скульптор получил заказ из Польши на создания бюста Заменгофу, но по невыясненным причинам заказчики не приехали за памятником. Тогда гипсовый бюст был установлен на крыше колодца во дворике, где жил Блажков. При этом на вопросы местных властей о том, кому поставлен памятник скульптор отвечал, что отцу. Такая предосторожность была связана с тем, что в сталинские годы эсперанто-движение было вне закона.
По поручению горсовета в рамках программы по монументальному искусству в 2008 году занялись реставрацией бюста. Было выделено около 100 тыс. гривен. Результатом реставрации стало: бетонный пьедестал, облицованный мрамором, тротуарная плитка, кованое металлическое ограждение, газон. Сам бюст был покрыт специальным составом, имитирующим мрамор.

## Памятник и эсперанто
Памятник ценится среди эсперантистов. К нему приезжают иностранные делегации, посещают туристы; каждый год, отмечая день Заменгофа, приходят местные эсперантисты. Российский эсперантист Юрий Давыдов про него написал стих:

Потомки ж Заменгофа не забыли —

Есть памятник один на весь Союз!

Так трогательно Гения любили,

Что даже в глушь двора поставлен бюст!

Пусть с улицы не видно — «так», мол, «надо!»

(Одесса, Дерибасовская — 3)

В Одессе будешь, kara kamarado

На отблеск Мудрой Мысли посмотри